# George Howard Herbig
George Howard Herbig (2. ledna 1920 – 12. října 2013) byl americký astronom z astronomického institutu Havajské univerzity , nejvíce známý jako objevitel Herbigových-Harových objektů.

## Život
Narodil se ve Wheelingu v Západní Virgnii. Doktorát získal v roce 1948 na Kalifornské univerzitě v Berkeley, jeho disertační práce se zabývala studiem proměnných hvězd v mlhovinách. Později se začal specializovat na hvězdy v rané fázi vývoje, zkoumal hvězdy před hlavní posloupností, střední třída těchto hvězd získala později jméno Herbigovy Ae/Be hvězdy a na mezihvězdnou hmotu. Společně s Guillermem Harem objevili Herbigovy-Harovy objekty, světlé skvrny mlhoviny buzené bipolárními odtoky hmoty z rodící se hvězdy. Zkoumal rovněž difúzní mezihvězdné pásy. O tomto tématu vydal devět článků.

## Ocenění
V roce 1980 získal medaili Catheriny Bruceové. Jmenuje se po něm asteroid 11754.